# 김병태 (1887년)
김병태(金秉泰, 일본식 이름: 가네무라 야스오(金村 泰男), 1887년 7월 24일 ~ 1943년 12월 13일)는 일제강점기의 조선총독부 관리였다.

## 생애
출신지, 학력 및 1910년 한일 병합 조약 체결 전의 경력은 알 수 없으며, 군서기로 근무하다가 1916년 도서기로 승진했다.
1921년 6월 13일 경상북도 예천군수로 부임 권농과 교육, 위생 등 업무로 호평을 받았다. 하여 이어서 1924년 칠곡군수를 거쳐 1927년에 도이사관으로 경상북도 내무부 산업과장 겸 상품진열소장에 보임되었다. 1930년 4월에 다시 상주군수로 나갔다가, 같은 해 10월 개성부윤에 임명되었다.
그 뒤 1937년에는 고등관 3등 평안남도참여관으로 평안남도 산업부장을 지냈다. 이때 관례에 의해서 평안남도 미곡통제조합연합회 회장, 평안남도 농회 회장, 평안남도 방공위원회 위원, 평안남도 임금위원회 위원 등 각종 직무를 겸하였다.
1939년에 황해도 지사가 되었는데, 재직중 1941년 3월 만주국 훈4등 경운장(景雲章)을, 같은해 6월에는 만주국 대전기념장(大典記念章)을 받았다. 1942년 전라북도 지사가 된 뒤 1943년에 퇴관하였다.
2002년 민족정기를 세우는 국회의원모임이 선정한 친일파 708인 명단에 포함되었고, 2008년 발표된 민족문제연구소의 친일인명사전 수록예정자 명단 중 관료 부문과 해외 부문에 수록되었다. 2009년 친일반민족행위진상규명위원회가 발표한 친일반민족행위 705인 명단에 포함되었다.

## 참고 자료
- 김병태(金秉泰) - 한국학중앙연구원